# Black Beauty (musique)
Pour les articles homonymes, voir Black Beauty (homonymie).
Black Beauty (beauté noire, en anglais) est un standard de jazz big band américain, composé par Duke Ellington en 1928. Il dédie son titre à la mémoire de Florence Mills (1896-1927) célèbre chanteuse, danseuse, et comédienne de music-hall jazz afro-américaine de l'époque, baptisée « The Queen of Happiness » (La Reine du Bonheur), disparue l'année précédente au sommet de son succès.

## Historique
Ce tube des années 1920 fait partie des premières séries de tubes à succès de Duke Ellington (1899-1974), au début de sa longue carrière (avec plus de 1000 compositions en plus de 50 ans de carrière) alors qu'il se produit en vedette au célèbre Cotton Club de Harlem à New York avec son orchestre big band « The Washingtonians », rebaptisé pour l'occasion « Cotton Club Orchestra ». 

Florence Mills, et Duke Ellington et son orchestre big band jazz
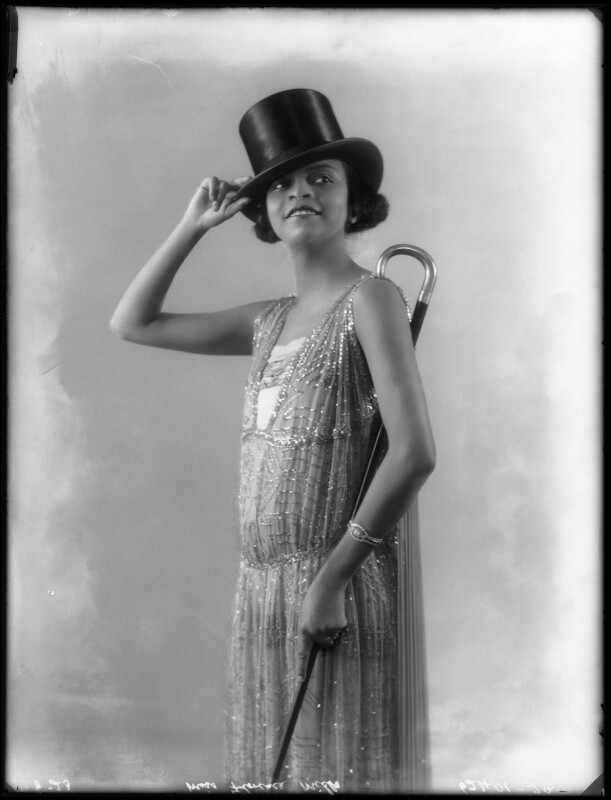
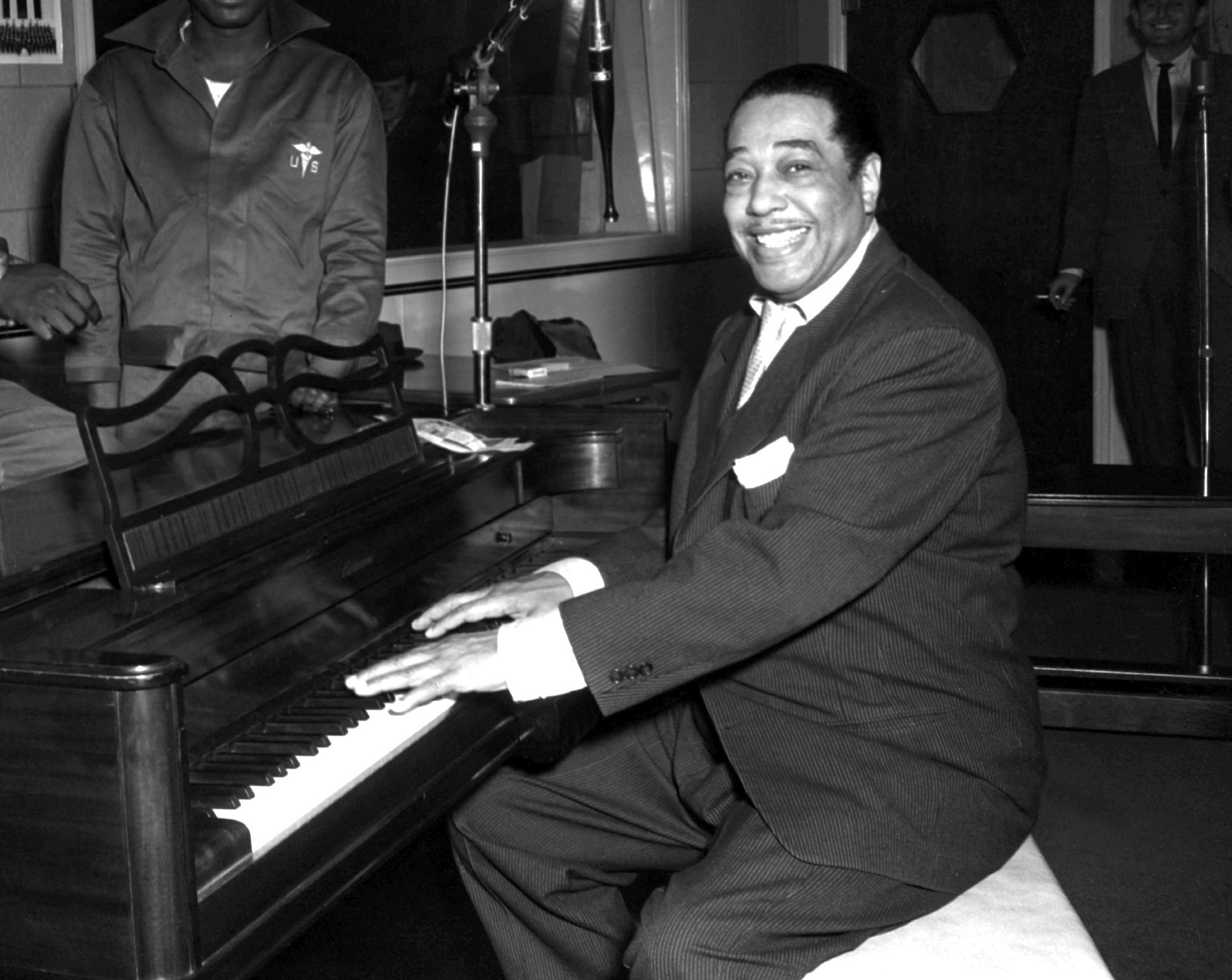
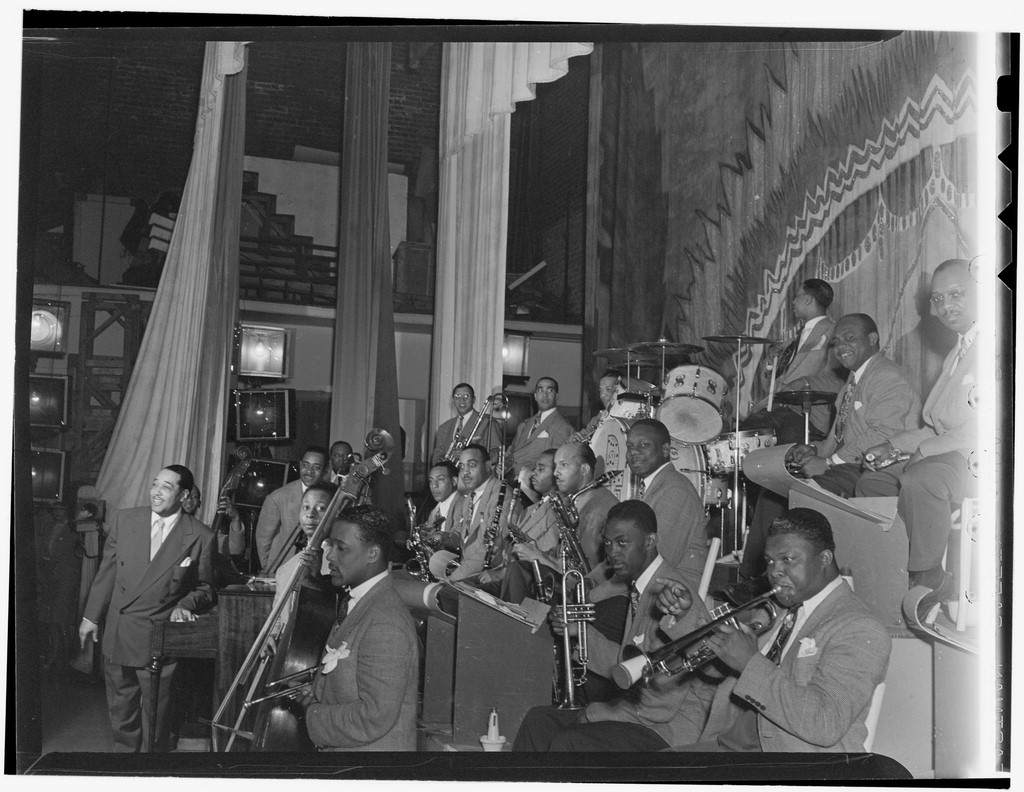
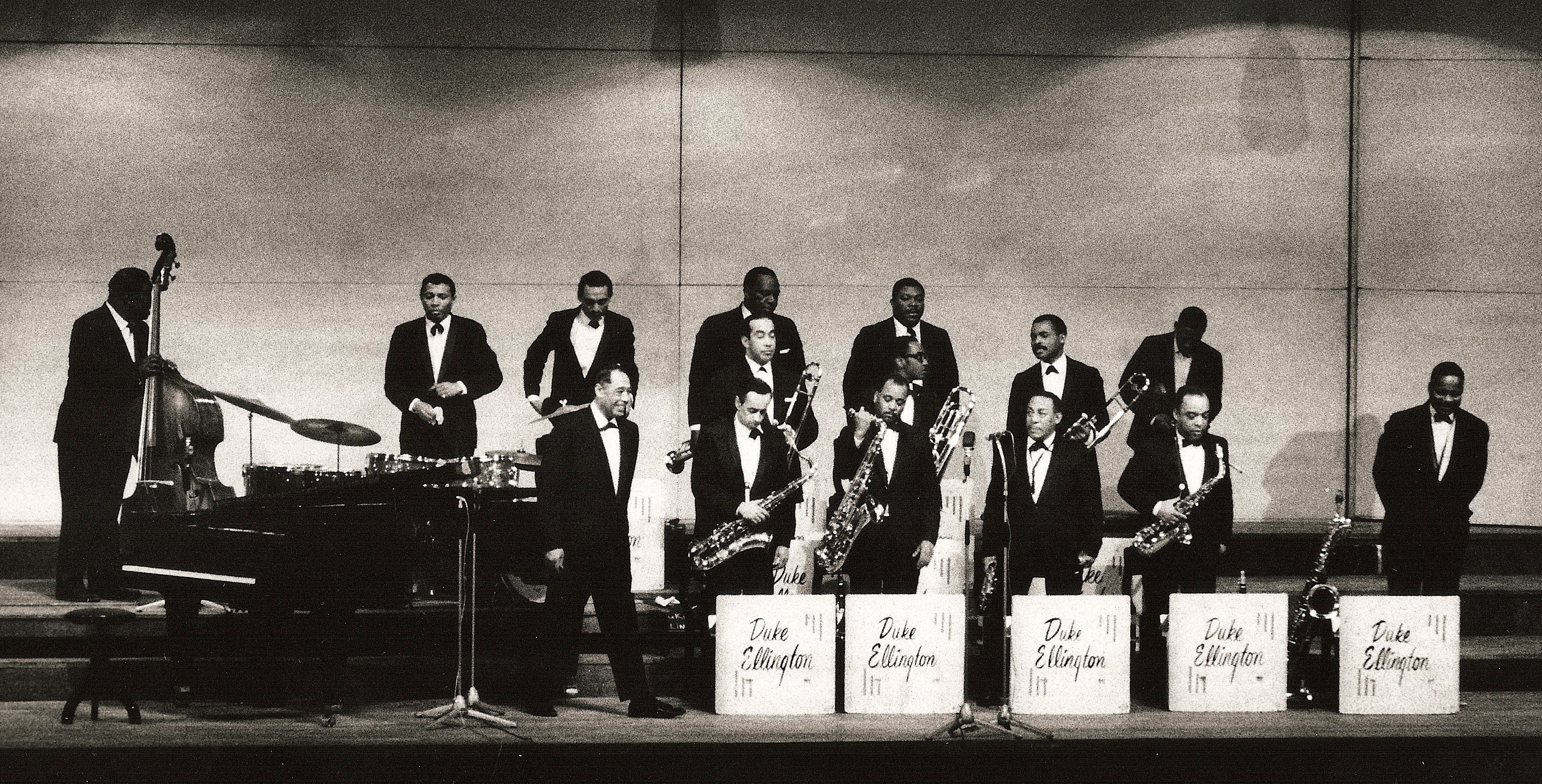

Les premiers enregistrements de ce tube de son répertoire, sont enregistrés en 1928 chez Brunswick Records, puis une semaine plus tard chez RCA Victor sous le nom « Duke Ellington & His Cotton Club Orchestra », puis six mois plus tard en version Duke Ellington au piano stride solo chez Okeh Records...